# Sebastián Presta
Sebastián Presta (18 de septiembre de 1975, Buenos Aires, Argentina) es un actor y humorista argentino. Es conocido por su papel en el programa televisivo Duro de domar entre 2005 y 2016, así como por sus sketches de Préstico., y por su participación en la película Me casé con un boludo.

## Biografía
Presta nació en 1975 en la ciudad de Buenos Aires y se crio en El Palomar. Fue el tercero de tres hermanos. Se interesó por la actuación a los 17 años luego de haber visto una obra teatral llamada "Los Macocos". Desde entonces, supo que quería dedicarse a ello y empezó a estudiar actuación. Empezó a trabajar como cadete en Cablemundo a los 20 años, y posteriormente como asistente de cámara en el programa "Gente que busca gente" en América, y luego como asistente de producción.
En 2005, Presta fue seleccionado para participar en Duro de domar por Sebastián Wainraich, quien vio talento en él. Aunque sus participaciones iniciales fueron menores, poco a poco empezó a adquirir mayor protagonismo en las historias, y terminó dedicándose a la creación de sketches humorísticos, razón por la cual dio forma a The Presta Show, y más tarde a Préstico, una serie de videos cortos donde combinaba situaciones cotidianas con personajes tanto humorísticos como bizarros, los cuales no tardaron en popularizarse.
En 2016, Presta recibió el premio Martín Fierro de Aire a la Mejor Labor Humorística por su trabajo en Duro de Domar. En ese entonces, el segmento de Duro de Domar había llegado a su fin, y Presta pasó a dedicarse solamente a la actuación. Ese mismo año, participó en la producción argentina "Me casé con un boludo", dirigida por Juan Taratuto.
Realizó algunos shows para el Comedy Central entre 2017 y 2018, y dio a conocer su primera obra de teatro, Bruto. Protagonizó Entre ella y yo junto a Soledad García, obra que se encargaron de promocionar en las redes.
A principios de 2022, Presta dio a conocer una de sus obras más recientes: "Mi madre, mi novia y yo", la cual protagoniza junto a Graciela Tenenbaum y Vicky Almeida.